# Lipové
Lipové es un municipio del distrito de Komárno en la región de Nitra, Eslovaquia, con una población estimada a final del año 2024 de 148 habitantes.
Se encuentra ubicado al suroeste de la región, cerca de los ríos Danubio y Váh, y de la frontera con Hungría.

## Demografía
| Año        | 1994 | 2004     | 2014     | 2024    |
| ---------- | ---- | -------- | -------- | ------- |
| Población  | 203  | 180      | 145      | 148     |
| Diferencia |      | −11,33 % | −19,44 % | +2,06 % |

| Año        | 2023 | 2024    |
| ---------- | ---- | ------- |
| Población  | 144  | 148     |
| Diferencia |      | +2,77 % |